# Canas (tỉnh)
Tỉnh Canas (tiếng Tây Ban Nha: Provincia de Canas) là một tỉnh thuộc vùng Cusco của Peru. Tỉnh Canas có diện tích 2104 km², dân số thời điểm theo điều tra dân số ngày 11 tháng 7 năm 1993 là 39476 người. Tỉnh lỵ đóng ở Yanaocá.